# Día del locutor en Cuba
 El Día del Locutor en Cuba se celebra el 1 de diciembre, debido al ``Segundo Congreso Interamericano de Locución´´ que se desarrolló en La Habana ese día de 1954 y a uno de sus participantes, el locutor avileño, ``Jorge Luis Nieto García´´. Desde ese día en dicha fecha se rinde homenaje a los profesionales del micrófono en el país antillano.  